# Darwin Machís
Darwin Daniel Machís Marcano (Tucupita, 7 de febrero de 1993) es un futbolista venezolano que juega como delantero en la Universidad Central de Venezuela de la Primera División de Venezuela.

## Trayectoria

### Inicios
Dio sus primeros pasos jugando fútbol sala, en donde perteneció a distintas categorías de la selección de Venezuela de esta disciplina. En el año 2009, Machis disputó la Liga Nacional De Fútbol de Salón Menor "LINAFUTSAME", la cual se disputó en la capital venezolana y en donde este joven delantero se consolidó como goleador. Darwin llegó a Mineros de Guayana tras sus buenas participaciones en las eliminatorias del campeonato nacional juvenil del año 2010, donde trabajadores del equipo guayanés lo observaron, y con la ayuda de su padre, se llegó a un acuerdo para firmar con la categoría sub-18.

### Mineros de Guayana
Debutó como profesional con el Mineros de Guayana el 21 de agosto de 2011 contra el Estudiantes de Mérida en el Metropolitano al ingresar en el minuto 78. A los diez días, debuta en la Copa Venezuela en el partido de ida de la primera ronda ante el Minasoro F. C. disputado en el Estadio Héctor Thomas, donde Machís se destaca al marcar dos goles (acción que repitió en el partido de vuelta), contribuyendo en la victoria de 5-1 por parte de su equipo. Marca su primer gol en la Primera División Venezolana el 9 de septiembre contra el Yaracuyanos. Tres semanas después, ante 23453 espectadores, anota el tercer doblete de su carrera contra el Deportivo Táchira en el Cachamay.
El 7 de diciembre, logró su primer título como profesional al ganar la Copa Venezuela 2011, torneo en el cual fue goleador con 8 goles, contra el Trujillanos. Su equipo finalizó cuarto en la Liga Venezolana 2011-12 donde disputó 2218 minutos y marcó 8 goles. 
El 8 de agosto de 2012 la Federación Venezolana de Fútbol le otorgó a Darwin Machís el premio de juvenil del año.

### Granada C. F.
El 6 de julio de 2012 el jugador anunció en una rueda de prensa su traspaso a la Serie A de Italia con el Udinese Calcio por cinco años. Sin embargo, la Junta Directiva del Udinese decidió hacer el contrato de Machís con el Granada C. F. con la finalidad de que el jugador se adaptara más rápido al fútbol europeo, completara su formación profesional con el equipo español y así pueda regresar al club italiano en un futuro inmediato.
El 22 de julio de 2012, consigue un debut soñado al marcar el único gol en el minuto 30 ante La Hoya Lorca C. F. de la Tercera División de España, ganando así el I Trofeo Huerta de Europa. Machís, luego de ser el líder anotador en la pretemporada del Granada, debutó oficialmente el 21 de agosto de 2012 ante el Rayo Vallecano en un partido de la Primera División de España, entrando como suplente al 91' en la derrota de su equipo 0-1.
Debutó en la Copa del Rey el 29 de noviembre de 2012 en un partido correspondiente de los dieciseisavos de final, entrando al 88' en la victoria de su equipo 2:1 ante el Real Zaragoza. Sin embargo el Granada C. F. no pudo pasar a los octavos de final por la derrota 0:1 en el partido de ida.
El 30 de enero de 2013 se marcha cedido al Vitória S. C. por un semestre.

### Vitória de Guimarães
Cedido en Portugal llegó a disputar 5 partidos en la Primeira Liga y también jugó con el filial del club en la Segunda División de Portugal jugando 8 partidos y marcando 1 gol. Tras este paso por el fútbol portugués vuelve al Granada.

### Recreativo Granada
Vuelta a Granada donde pasaría a jugar en el filial del club, Recreativo Granada, en Segunda División B en la temporada 2013/2014 donde Darwin sería titular y jugaría 27 partidos marcando 10 goles convirtiéndole en una revelación en la categoría. En el tramo final de la temporada es cedido al Hércules C. F. para ocupar una baja.

### Hércules C. F.
El 8 de mayo se firma un acuerdo para que el venezolano llegue al Hércules C. F. de la Segunda División de España para ocupar el lugar de Noe Pamarot. En su corta estadía Machís pudo disputar tres encuentros.

### Recreativo Granada
Tras el breve paso por Alicante vuelve al Recreativo Granada para jugar por completo la temporada 2014/2015 donde disputaría 22 encuentros convirtendo 7 goles, a mediados de la temporada se fracturó el pie pero eso no le impidió demostrar su máximo nivel teniendo la oportunidad de jugar 4 partidos en LaLiga BBVA con el primer equipo del Granada ese mismo año. La Segunda B se quedaba pequeña para Machís sin embargo tenía una dura competencia en el primer equipo en Primera División por lo tanto iba a disputar pocos minutos cortando su progresión, consciente de ello el Granada lo cede a la S. D. Huesca de la Segunda División.

### S. D. Huesca
En la temporada 2015/2016 es cedido al S. D. Huesca que milita en Segunda División. Pronto se haría con la titularidad jugando 40 partidos, marcando 10 goles y dando 6 pases de gol siendo uno de los mejores jugadores jóvenes de la categoría. El Granada y el Udinese viendo tal desempeño optan por cederlo un año más pero en una división mayor.

### C. D. Leganés
En la temporada 2016/2017 se incorpora como cedido al C. D. Leganés, recién ascendido a la Primera División. En el Leganés disputaría buenos minutos aunque no lograría ser titular indiscutible. Disputó 29 partidos marcando 3 goles, uno de esos goles fue contra el propio Granada en la jornada 26 convirtiendo en el min 83' el 1-0 definitivo. El Granada descendería ese mismo año, Machís quien no celebró el gol por respeto anotó un gol muy recordado dado que el Granada no aplicó la famosa cláusula del miedo todavía vigente en esa temporada y que resultaría en salvación para el Leganés quedando 17.º y el descenso del Granada como último en la clasificación.

### Granada C. F.
El recién descendido Granada recupera al jugador para la temporada 2017/2018. Machís sería titular indiscutible jugando 33 partidos, marcando 14 goles y dando 6 asistencias demostrando ser uno de los mejores jugadores de la categoría sin embargo el Granada que durante más de media liga estuvo en los puestos de ascenso destituyó a su entrenador y el equipo se vino abajo cayendo hasta la décima posición y frustrando el ascenso.

### Udinese Calcio
Tras el nivel demostrado en las últimas temporadas, el Udinese Calcio quien realmente era propietario del jugador desde 2012 lo recupera y hace de su propiedad a coste cero debido al convenio pasado entre el Granada y la familia Pozzo, dueños del Udinese. Darwin jugará en el primer equipo en la Serie A durante la temporada 2018/19 sin embargo tras 14 partidos y 1 gol en la Coppa Italia el Udinese cede al jugador de vuelta a España.

### Cádiz C. F.
El 26 de enero de 2019 se marcha cedido al Cádiz C. F. por un semestre a la Segunda División de España. Su cesión viene con opción de compra siempre y cuando el equipo subiera a la máxima categoría. En Cádiz disputó buenos minutos haciéndose con la titularidad; jugando 15 partidos y marcando 8 goles. El equipo no conseguiría el ascenso así que Darwin volvió al Udinese.

### Granada C. F.
El 28 de julio de 2019 vuelve a fichar por el Granada C. F., quien recién ascendió a la Primera División de España a cambio de 3 millones de euros, por cuatro años hasta 2023. En la temporada 2019-20 es clave para que su equipo clasifique por primera vez en la historia a fases previas de competiciones europeas, en este caso, a la Liga Europa de la UEFA, quedando en el séptimo lugar de La Liga, con Darwin aportando 7 goles y 9 asistencias. Además el equipo llegó a semifinales de Copa del Rey eliminando en cuartos de final al vigente campeón; Valencia C. F. y perdiendo la eliminatoria de semifinal contra el Athletic Club pero al borde de una épica remontada en el Nuevo Los Cármenes quedando eliminados por el resultado global 2-2 por la regla del gol de visitante quedando en la ida en San Mamés 1-0 y casi remontando en Los Carmenes con un 2-1.
En la temporada 2020-21, Darwin es de nuevo importante en la clasificación histórica del Granada C. F. a la fase de grupos de la Liga Europa de la UEFA 2020-21, marcando 2 goles en 2 partidos en las fases previas. El primero en la tercera ronda contra el Lokomotivi Tbilisi y el segundo abriendo el marcador contra el Malmo FF en la última y definitiva ronda, consumando así su pase europeo por primera vez en la historia del equipo granadino. En su primera participación en la Europa League el venezolano disputaría 10 partidos y marcaría un golazo contra el PSV Eindhoven en la victoria de su equipo por 2-1 en fase de grupos. Tras clasificar a los deciseavos de final donde eliminarían al poderoso S. S. C. Napoli con una asistencia suya en la victoria por 2-0 en el partido de ida. Se perdería los octavos de final contra el Molde FK por lesión, el Granada avanzaría a cuartos de final donde perdería por un global de 4-0 contra el favorito de la competición Manchester United donde disputaría los 2 partidos pero no lograríra avanzar a la siguiente fase.
En esa misma temporada fue clave en Liga resultando noveno y llegando a cuartos de final de Copa del Rey tras casi eliminar al F. C. Barcelona. Machís disputaría 45 partidos marcando 8 goles y dando 6 asistencias.
En la temporada 2021/22 con la llegada del técnico Robert Moreno al club; Machís, aunque disputaría muchos minutos, tendría un rol de suplente en la mayoría de partidos llegando incluso a la situación en el mercado invernal de casi fichar por el Charlotte F. C. de la Major League Soccer quien tras pactar el fichaje con el Granada no ejecutaría la compra debido a "problemas con el contrato" donde el principal inconveniente sería la causa abierta con la justicia española en 2021 tras una disputa violenta en un bar de Granada por parte de Darwin Machís y su grupo de amigos. Machís se reincorpora al Granada que tras la destitución de su entrenador, dejando al club en puestos de descenso, volvería a ser titular y jugando a su mejor nivel. Sin embargo después de una temporada muy convulsa con la desunión de directiva-afición donde el Granada contaría con una gestión nefasta el equipo descendería en una trágica última jornada en casa al empatar 0-0 contra el RCD Espanyol y que sus dos rivales directos ganasen sus respectivos partidos.

### F. C. Juárez
El 16 de junio de 2022 el Granada C.F. y el F. C. Juárez llegan a un acuerdo por 3'5 millones de euros para su traspaso. El jugador de 29 años abandona la que ha sido su casa durante tres etapas y comienza una nueva travesía en el fútbol mexicano.

### Real Valladolid C. F.
El día 19 de enero de 2023 fichó por el Real Valladolid C. F., de la Primera División de España, con un contrato hasta el 30 de junio de 2026. Jugó 11 partidos y dio dos asistencias, pero tras el descenso del equipo pucelano fue cedido durante la temporada 2023-24 al Cádiz C. F.

## Selección nacional

### Selección sub-20
Ha sido convocado a diversos módulos de preparación dirigidos por Marcos Mathías para representar a la selección de fútbol sub-20 de Venezuela en el Campeonato Sudamericano de Fútbol Sub-20 de 2013. En dicho torneo Machís fue criticado por su poca participación durante los partidos, pese a esto, realizó dos asistencias; la primera un pase a Josef Martínez resolviendo este con un disparo a larga distancia, y la segunda después de intentar controlar un balón que terminó siendo un pase sin intención a Juan Pablo Añor. En el torneo jugó tres de cuatro partidos posibles.

#### Participación en Sudamericanos
| Sudamericano Sub-20 | Sede      | Resultado    | Partidos | Goles |
| ------------------- | --------- | ------------ | -------- | ----- |
| Sudamericano 2013   | Argentina | Primera fase | 3        | 0     |

### Selección mayor
Realizó su primera aparición con la selección venezolana el 22 de diciembre de 2011 en un partido amistoso frente a Costa Rica disputado en el Estadio Metropolitano de Lara de la ciudad de Cabudare. El 25 de enero de 2012 disputó su segundo partido, en el Reliant Stadium de Houston, jugando como delantero ante la selección Mexicana, en la remontada de los minutos finales favorable a México 3:1.
Luego de 5 años sin convocatorias, fue parte del tramo final de las Eliminatorias al Mundial 2018. En una serie de amistosos en septiembre de 2018, en el encuentro donde cayeron frente a Colombia 2:1, anotó su primer gol en la selección. Luego en noviembre se encontraría nuevamente con el arco en el empate 1:1 ante Irán. En 2019 sería seleccionado para disputar la Copa América 2019 en Brasil, marcando 2 goles frente a la selección de Bolivia.

#### Participaciones en Clasificatorias a Copas del Mundo
| Eliminatorias                 | Sede            | Resultado    | Partidos | Goles | Asist. |
| ----------------------------- | --------------- | ------------ | -------- | ----- | ------ |
| Eliminatorias Mundial de 2018 | América del Sur | 10.º lugar   | 3        | 0     | 0      |
| Eliminatorias Mundial de 2022 | América del Sur | 10.º lugar   | 10       | 3     | 0      |
| Eliminatorias Mundial de 2026 | América del Sur | Disputándose | 5        | 1     | 1      |
| Total                         | Total           | Total        | 18       | 4     | 1      |

### Participaciones en Copas América
| Torneo            | Sede           | Resultado        | Partidos | Goles | Asist. |
| ----------------- | -------------- | ---------------- | -------- | ----- | ------ |
| Copa América 2019 | Brasil         | Cuartos de final | 4        | 2     | 0      |
| Copa América 2024 | Estados Unidos | Cuartos de final | 3        | 0     | 0      |
| Total             | Total          | Total            | 7        | 2     | 0      |

#### Goles internacionales
| Gol | Fecha                   | Sede                                           | Oponente          | Marcador | Resultado | Competencia               |
| --- | ----------------------- | ---------------------------------------------- | ----------------- | -------- | --------- | ------------------------- |
| 1.  | 7 de septiembre de 2018 | Hard Rock Stadium, Miami, Estados Unidos       | Colombia          | 1 – 0    | 1 – 2     | Amistoso                  |
| 2.  | 20 de noviembre de 2018 | Estadio Al-Ahli, Doha, Catar                   | Irán              | 0 - 1    | 1 – 1     | Amistoso                  |
| 3.  | 21 de junio de 2019     | Estadio Mineirão, Belo Horizonte, Brasil       | Bolivia           | 0 – 1    | 1 – 3     | Copa América 2019         |
| 4.  | 21 de junio de 2019     | Estadio Mineirão, Belo Horizonte, Brasil       | Bolivia           | 0 – 2    | 1 – 3     | Copa América 2019         |
| 5.  | 10 de octubre de 2019   | Estadio Olímpico de la UCV, Caracas, Venezuela | Bolivia           | 2 - 0    | 4 - 1     | Amistoso                  |
| 6.  | 14 de octubre de 2019   | Estadio Olímpico de la UCV, Caracas, Venezuela | Trinidad y Tobago | 2 – 0    | 2 – 0     | Amistoso                  |
| 7.  | 10 de octubre de 2021   | Estadio Olímpico de la UCV, Caracas, Venezuela | Ecuador           | 1 – 1    | 2 – 1     | Eliminatorias Catar 2022  |
| 8.  | 11 de noviembre de 2021 | Estadio Olímpico de la UCV, Caracas, Venezuela | Perú              | 1 – 1    | 1 – 2     | Eliminatorias Catar 2022  |
| 9.  | 28 de enero de 2022     | Estadio Agustín Tovar, Barinas, Venezuela      | Bolivia           | 3 – 1    | 4 – 1     | Eliminatorias Catar 2022  |
| 10. | 17 de octubre de 2023   | Monumental de Maturín, Maturín, Venezuela      | Chile             | 3 – 0    | 3 – 0     | Clasif. Copa Mundial 2026 |
| 11. | 21 de marzo de 2024     | Chase Stadium, Fort Lauderdale, Estados Unidos | Italia            | 1 – 1    | 2 – 1     | Amistoso                  |

## Estadísticas

### Clubes
Actualizado al último partido disputado el 10 de mayo de 2025.
| Club                              | Div.          | Temporada     | Liga  | Liga  | Liga   | Copas nacionales | Copas nacionales | Copas nacionales | Copas internacionales | Copas internacionales | Copas internacionales | Total | Total | Total  |
| Club                              | Div.          | Temporada     | Part. | Goles | Asist. | Part.            | Goles            | Asist.           | Part.                 | Goles                 | Asist.                | Part. | Goles | Asist. |
| --------------------------------- | ------------- | ------------- | ----- | ----- | ------ | ---------------- | ---------------- | ---------------- | --------------------- | --------------------- | --------------------- | ----- | ----- | ------ |
| Mineros de Guayana · Venezuela    | 1.ª           | 2011-12       | 28    | 8     | 6      | 9                | 8                | 0                | —                     | —                     | —                     | 37    | 16    | 6      |
| Mineros de Guayana · Venezuela    | Total club    | Total club    | 28    | 8     | 6      | 9                | 8                | 0                | 0                     | 0                     | 0                     | 37    | 16    | 6      |
| Granada C. F. · España            | 1.ª           | 2012-13       | 4     | 0     | 0      | 1                | 0                | 0                | —                     | —                     | —                     | 5     | 0     | 0      |
| Vitória de Guimarães "B" Portugal | 2.ª           | 2012-13       | 8     | 1     | 0      | —                | —                | —                | —                     | —                     | —                     | 8     | 1     | 0      |
| Vitória de Guimarães "B" Portugal | Total club    | Total club    | 8     | 1     | 0      | 0                | 0                | 0                | 0                     | 0                     | 0                     | 8     | 1     | 0      |
| Vitória de Guimarães Portugal     | 1.ª           | 2012-13       | 3     | 0     | 0      | 2                | 0                | 0                | —                     | —                     | —                     | 5     | 0     | 0      |
| Vitória de Guimarães Portugal     | Total club    | Total club    | 3     | 0     | 0      | 2                | 0                | 0                | 0                     | 0                     | 0                     | 5     | 0     | 0      |
| Granada C. F. "B" · España        | 2.ª B         | 2013-14       | 27    | 10    | 2      | —                | —                | —                | —                     | —                     | —                     | 27    | 10    | 2      |
| Hércules C. F. · España           | 2.ª           | 2013-14       | 3     | 0     | 0      | —                | —                | —                | —                     | —                     | —                     | 3     | 0     | 0      |
| Hércules C. F. · España           | Total club    | Total club    | 3     | 0     | 0      | 0                | 0                | 0                | 0                     | 0                     | 0                     | 3     | 0     | 0      |
| Granada C. F. "B" · España        | 2.ª B         | 2014-15       | 22    | 7     | 2      | —                | —                | —                | —                     | —                     | —                     | 22    | 7     | 2      |
| Granada C. F. "B" · España        | Total club    | Total club    | 49    | 17    | 4      | 0                | 0                | 0                | 0                     | 0                     | 0                     | 49    | 17    | 4      |
| Granada C. F. · España            | 1.ª           | 2014-15       | 3     | 0     | 0      | 1                | 0                | 0                | —                     | —                     | —                     | 4     | 0     | 0      |
| S. D. Huesca · España             | 2.ª           | 2015-16       | 38    | 9     | 6      | 2                | 1                | 0                | —                     | —                     | —                     | 40    | 10    | 6      |
| S. D. Huesca · España             | Total club    | Total club    | 38    | 9     | 6      | 2                | 1                | 0                | 0                     | 0                     | 0                     | 40    | 10    | 6      |
| C. D. Leganés · España            | 1.ª           | 2016-17       | 27    | 1     | 3      | 2                | 2                | 0                | —                     | —                     | —                     | 29    | 3     | 3      |
| C. D. Leganés · España            | Total club    | Total club    | 27    | 1     | 3      | 2                | 2                | 0                | 0                     | 0                     | 0                     | 29    | 3     | 3      |
| Granada C. F. · España            | 2.ª           | 2017-18       | 33    | 14    | 6      | 0                | 0                | 0                | —                     | —                     | —                     | 33    | 14    | 6      |
| Udinese Calcio · Italia           | 1.ª           | 2018-19       | 13    | 0     | 1      | 1                | 1                | 0                | —                     | —                     | —                     | 14    | 1     | 1      |
| Udinese Calcio · Italia           | Total club    | Total club    | 13    | 0     | 1      | 1                | 1                | 0                | 0                     | 0                     | 0                     | 14    | 1     | 1      |
| Cádiz C. F. · España              | 2.ª           | 2018-19       | 15    | 8     | 1      | —                | —                | —                | —                     | —                     | —                     | 15    | 8     | 1      |
| Granada C. F. · España            | 1.ª           | 2019-20       | 36    | 7     | 6      | 6                | 0                | 3                | —                     | —                     | —                     | 42    | 7     | 9      |
| Granada C. F. · España            | 1.ª           | 2020-21       | 32    | 4     | 5      | 2                | 1                | 0                | 12                    | 3                     | 1                     | 45    | 8     | 6      |
| Granada C. F. · España            | 1.ª           | 2021-22       | 25    | 3     | 4      | 1                | 0                | 0                | —                     | —                     | —                     | 26    | 4     | 4      |
| Granada C. F. · España            | Total club    | Total club    | 133   | 28    | 20     | 11               | 1                | 3                | 12                    | 3                     | 1                     | 155   | 33    | 25     |
| F. C. Juárez · México             | 1.ª           | 2022-23       | 15    | 1     | 0      | —                | —                | —                | —                     | —                     | —                     | 15    | 1     | 0      |
| F. C. Juárez · México             | Total club    | Total club    | 15    | 1     | 0      | 0                | 0                | 0                | 0                     | 0                     | 0                     | 15    | 1     | 0      |
| Real Valladolid C. F. · España    | 1.ª           | 2022-23       | 11    | 0     | 2      | —                | —                | —                | —                     | —                     | —                     | 11    | 0     | 2      |
| Cádiz C. F. · España              | 1.ª           | 2023-24       | 21    | 4     | 0      | 0                | 0                | 0                | —                     | —                     | —                     | 21    | 4     | 0      |
| Cádiz C. F. · España              | Total club    | Total club    | 36    | 12    | 1      | 0                | 0                | 0                | 0                     | 0                     | 0                     | 36    | 12    | 1      |
| Real Valladolid C. F. · España    | 1.ª           | 2024-25       | 18    | 0     | 1      | 1                | 0                | 0                | —                     | —                     | —                     | 18    | 0     | 1      |
| Real Valladolid C. F. · España    | Total club    | Total club    | 29    | 0     | 3      | 1                | 0                | 0                | 0                     | 0                     | 0                     | 30    | 0     | 3      |
| Total carrera                     | Total carrera | Total carrera | 378   | 78    | 44     | 28               | 13               | 3                | 12                    | 3                     | 1                     | 420   | 94    | 48     |

## Palmarés

### Campeonatos nacionales
| Título           | Club               | País      | Año     |
| ---------------- | ------------------ | --------- | ------- |
| Copa Venezuela   | Mineros de Guayana | Venezuela | 2011    |
| Copa de Portugal | Vitória S. C.      | Portugal  | 2012-13 |

### Distinciones individuales
| Distinción                                                 | Año     |
| ---------------------------------------------------------- | ------- |
| Juvenil del Año de la Primera División de Venezuela        | 2011-12 |
| Goleador Copa Venezuela                                    | 2011    |
| Mejor jugador de la Liga 123 en febrero                    | 2018-19 |
| Jugador del partido contra Bolivia en la Copa América 2019 | 2019    |